# Макаренко, Виталий Васильевич
Виталий Васильевич Макаренко (9 февраля 1968) — советский и российский футболист, защитник, нападающий.
В 1985 году сыграл один матч во второй лиге за «Спартак» Нальчик. В дальнейшем выступал за «Ремонтник»/«Кавказкабель» Прохладный. Сыграл 65 матчей, забил 6 мячей в 1990—1991 годах во второй низшей лиге СССР и 355 матчей, 62 гола — во втором дивизионе России. В 2004 году играл в первенстве ЛФЛ.